# Ula Stöckl
Ula Stöckl (* 5. Februar 1938 in Ulm) ist eine deutsche Filmemacherin, Regisseurin, Autorin und Schauspielerin.

## Leben
Die Tochter des Klarinettisten Alfons Stöckl und seiner Frau Katharina (geb. Kreis) erhielt nach der Mittleren Reife 1954 eine Ausbildung als Sekretärin. Im Februar 1958 begann sie in Paris und London ein Sprachenstudium. Ab 1961 war sie Fremdsprachen- und Direktionssekretärin in Paris und Stuttgart. Von Mai bis August 1963 war sie als Redaktionsassistentin des DM-Verlags in Sandweier bei Baden-Baden tätig.
1963 begann sie ihr Studium am Institut für Filmgestaltung der Hochschule für Gestaltung in Ulm, das sie 1968 abschloss. Ihr Abschlussfilm Neun Leben hat die Katze war eine der ersten Filmproduktionen, die sich unmittelbar mit dem Leben als Frau in der bundesdeutschen Gesellschaft beschäftigte.
Stöckl gründete 1968 die Produktionsfirma „Ula Stöckl Filmproduktion“. 1969 verwirklichte sie mit Edgar Reitz die Geschichten vom Kübelkind, einen Film mit 22 Episoden aus dem Leben eines Mädchens, das sich nicht in die bürgerliche Gesellschaft einfügt. Der Film zählt zum Neuen Deutschen Film.
Danach arbeitete Stöckl mehrere Jahre für das Fernsehen. Wiederholt waren Konfliktsituationen aus der Sicht von Frauen und Kindern ihr Thema. Dabei vermied sie jede Einseitigkeit und konfrontierte ihre Figuren mit schier ausweglosen Problemen, häufig anhand von Traummotiven.
1984 inszenierte sie mit Der Schlaf der Vernunft wieder einen Kinofilm. 1992 schuf sie mit Das alte Lied einen der ersten Spielfilme, der die deutsche Wiedervereinigung und ihre Probleme thematisierte.
Kurzzeitig war Stöckl auch für das Theater tätig, als sie am 8. Oktober 1974 in Frankfurt am Main im Theater am Turm das Stück Fräulein Julie zur Uraufführung brachte. Lehraufträge erfüllte sie unter anderem an der Deutschen Film- und Fernsehakademie Berlin und in den USA an der Hollins University in Roanoke (Virginia) sowie in den Studienfächern „Regie“ und „Frauen im Film“ an der University of Central Florida in Orlando (Florida).
Seit der Gründung im Jahr 1978 war sie 15 Jahre beim Internationalen Festival Films de Femmes in Paris tätig. Für die Berlinale wirkte sie seit 1982 in den Bereichen „Wettbewerb“ und „Panorama“ und moderierte Pressekonferenzen und Publikumsgespräche. Seit 2002 arbeitet sie als Programm-Beraterin im Auswahlgremium der Internationalen Filmfestspiele von Venedig.
2015 führte sie das von der verstorbenen Regisseurin Katrin Seybold geplante Dokumentarfilmprojekt Die Widerständigen – „also machen wir das weiter …“ fort und stellte es fertig. Dabei handelt es sich um den zweiten Teil von Die Widerständigen. Zeugen der Weißen Rose (2008).

## Filmografie (Auswahl)
- 1964: Antigone (Kurzfilm; Buch, Regie, Schnitt)
- 1966: Sonnabend Abend 17 Uhr (Kurzfilm; Buch, Regie)
- 1968: Neun Leben hat die Katze (Buch, Regie, Co-Produktion)
- 1969: Das schwache Geschlecht muß stärker werden / Weibergeschichten (TV-Dokumentarfilm; Regie einer Spielszene)
- 1970: Geschichten vom Kübelkind (Buch und Regie mit Edgar Reitz)
- 1971: Das goldene Ding (TV; Drehbuch und Regie mit Edgar Reitz, Alf Brustellin und Nikos Perakis)
- 1973: Der kleine Löwe und die Großen (TV; Buch, Regie, Produktion)
- 1973: Ein ganz perfektes Ehepaar (TV; Buch, Regie, Produktion)
- 1976: Erikas Leidenschaften (TV; Buch, Regie, Produktion, Produktionsleitung)
- 1978: Eine Frau mit Verantwortung (TV; Co-Drehbuch, Regie)
- 1980: Palermo oder Wolfsburg (Darstellerin)
- 1981: Freak Orlando (Darstellerin)
- 1981: Tag der Idioten (Darstellerin)
- 1982: Die Erbtöchter; Episode 4: Den Vätern vertrauen, gegen alle Erfahrung (TV; Buch, Regie, Produktion)
- 1984: Der Schlaf der Vernunft (Buch, Regie, Produktion)
- 1985: Oranisches Tor (TV; Darstellerin)
- 1987: Grundsätzlich gleichberechtigt (TV-Dokumentarfilm; Buch, Regie), Teil der Fernsehreihe Unerhört – Die Geschichte der deutschen Frauenbewegung von 1830 bis heute
- 1987: Hört uns denn niemand? (TV-Dokumentarfilm; Buch, Regie), Teil der Fernsehreihe Unerhört – Die Geschichte der deutschen Frauenbewegung von 1830 bis heute
- 1991: Das alte Lied... (Buch, Regie)
- 1993: Herzkurve (TV-Dokumentationsreihe Lebenslinien; Buch, Regie)
- 1993: Die wilde Bühne (TV; Buch und Regie)
- 2015: Die Widerständigen – „also machen wir das weiter …“

## Auszeichnungen
- 1968: Drehbuchprämie des Kuratoriums Junger Deutscher Film
- 1985: Preis der deutschen Filmkritik (Spielfilm) für Der Schlaf der Vernunft
- 1985: Filmband in Silber für Der Schlaf der Vernunft
- 1999: Konrad-Wolf-Preis für ihr Lebenswerk